# Clairmarais
Clairmarais é uma comuna francesa na região administrativa de Altos da França, no departamento de Pas-de-Calais. Estende-se por uma área de 18,02 km². Em 2010 a comuna tinha 626 habitantes (densidade: 34,7 hab./km²).